# العلاقات الكيريباتية الميكرونيسية
العلاقات الكيريباتية الميكرونيسية هي العلاقات الثنائية التي تجمع بين كيريباتي وولايات ميكرونيسيا المتحدة.

## مقارنة بين البلدين
هذه مقارنة عامة ومرجعية للدولتين:
| وجه المقارنة                                              | كيريباتي                        | ولايات ميكرونيسيا المتحدة |
| --------------------------------------------------------- | ------------------------------- | ------------------------- |
| المساحة (كم2)                                             | 811                             | 702                       |
| عدد السكان (نسمة)                                         | 116.40 ألف                      | 105.54 ألف                |
| الكثافة السكانية (ن./كم²)                                 | 14.35 ألف                       | 15.03 ألف                 |
| العاصمة                                                   | جنوب تاراوا                     | باليكير                   |
| اللغة الرسمية                                             | لغة إنجليزية، اللغة الكيريباتية | لغة إنجليزية              |
| العملة                                                    | دولار كريباتي، دولار أسترالي    | دولار أمريكي              |
| الناتج المحلي الإجمالي (بليون دولار)                      | 196.15 مليون                    | 336.43 مليون              |
| الناتج المحلي الإجمالي (تعادل القوة الشرائية) بليون دولار | 224.26 مليون                    | 365.27 مليون              |
| الناتج المحلي الإجمالي الاسمي للفرد دولار أمريكي          | 1.42 ألف                        | 3.02 ألف                  |
| الناتج المحلي الإجمالي للفرد دولار أمريكي                 | 1.81 ألف                        |                           |
| مؤشر التنمية البشرية                                      | 0.590                           | 0.640                     |
| رمز المكالمات الدولي                                      | +686                            | +691                      |
| رمز الإنترنت                                              | .ki                             | .fm                       |
| المنطقة الزمنية                                           |                                 |                           |

## منظمات دولية مشتركة
يشترك البلدان في عضوية مجموعة من المنظمات الدولية، منها:
| علم المنظمة | اسم المنظمة                                 | تاريخ انضمام كيريباتي | تاريخ انضمام ولايات ميكرونيسيا المتحدة |
| ----------- | ------------------------------------------- | --------------------- | -------------------------------------- |
|             | الاتحاد الدولي للاتصالات                    | 3 نوفمبر 1986         | 18 مارس 1993                           |
|             | منظمة حظر الأسلحة الكيميائية                | ?                     | ?                                      |
|             | البنك الدولي للإنشاء والتعمير               | 29 سبتمبر 1986        | 24 يونيو 1993                          |
|             | الأمم المتحدة                               | 14 سبتمبر 1999        | 17 سبتمبر 1991                         |
|             | مجموعة دول أفريقيا والكاريبي والمحيط الهادئ | ?                     | ?                                      |
|             | بنك التنمية الآسيوي                         | 1974                  | 1990                                   |
|             | يونسكو                                      | 24 أكتوبر 1989        | 19 أكتوبر 1999                         |
|             | مؤسسة التنمية الدولية                       | 2 أكتوبر 1986         | 24 يونيو 1993                          |
|             | تحالف الدول الجزرية الصغيرة                 | ?                     | ?                                      |
|             | مؤسسة التمويل الدولية                       | 2 أكتوبر 1986         | 24 يونيو 1993                          |